# Cartoon Network TOO
Cartoon Network TOO – kanał nadawany w Wielkiej Brytanii jako siostrzany kanał Cartoon Network i Boomerang. Wystartował 24 kwietnia 2006. Prezentował kreskówki dla dzieci w wieku 7–16 lat. Kanał ten to połączenie CN i Boomerang. Kanał był emitowany przez 16 godzin dziennie. Pozostały czas antenowy zajmował kanał filmowy TCM2. Nadawał kreskówki klasyczne i produkcje Cartoon Network, a także pasmo kreskówek dla najmłodszych widzów. Później przejął rolę Toonami UK, i nadawał głównie kreskówki akcji. Na miejscu byłego Toonami UK pojawił się Cartoonito, który jest kontynuatorem bloku Cartoonito w CN TOO.

## Historia
| Kalendarium Cartoon Network TOO | |
| Rok                             | Szczegóły |
| 2006                            | Premiery kreskówek: 13 demonów Scooby Doo; Atomówki; Laboratorium Dextera; Atomrówek; Augie Piesek i Pies Tata; Batman; Co za kreskówka!; Cubix; Da Boom Crew; Dastardly i Muttley; Dink, mały dinozaur; Droopy, superdetetkyw; Droopy i Dripple; Dwa głupie psy; Dzielna Mysz; Flintstonowie; Goryl Magilla; Hong Kong Phooey; Hrabia Kaczula; Jabberjaw; Jaskiniątka; Jetsonowie; Josie i Kociaki; Johnny Bravo; Kapitan Grotman i Aniołkolatki; Kocia ferajna; Krowa i Kurczak; Krypto the Superdog; Lew Lippy; Looney Tunes: Maluchy w pieluchach; Maska; Meteor and the Mighty Monster Trucks; Miś Yogi; Odlotowe wyścigi; Owca w Wielkim Mieście; Perypetie Penelopy Pitstop; Pies Huckleberry; Popeye; Pororo The Little Penguin; Pomocy! To banda Kudłacza; Przygody Animków; Roobarb And Custard Too; Rodzina Addamsów; Sąsiedzi; Scooby Doo; Scooby Doo, gdzie jesteś?; Scooby i Scrappy Doo; Nowy Scooby Doo; Szczenięce lata Toma i Jerry’ego; Szczeniak zwany Scooby Doo; Szopy pracze; Taz-mania; Tom i Jerry; Wally Gator; Zwariowane melodie; Wampirzyca Mona; Yogi, łowca skarbów. |
| 2007                            | Premiery kreskówek: Bleach; Strażackie opowieści; Jam Łasica; Ed, Edd i Eddy; Kryptonim: Klan na drzewie; Mroczne przygody Billy’ego i Mandy; Animal Stories; Nowy Scooby i Scrappy Doo; Mike, Lu i Og; Bliźniaki Cramp; Chojrak – tchórzliwy pies; B-Daman; Legion of Super Heroes; Liga Sprawiedliwych; Batman Przyszłości; Strażnicy czasu. |
| 2008                            | Premiery kreskówek: Co nowego u Scooby’ego?; Dom dla Zmyślonych Przyjaciół pani Foster; Atomowa Betty; Samuraj Jack; Pokémon Advanced Battle; Baranek Shaun; Fantastyczna Czwórka; Harcerz Lazlo; HiHi Puffy AmiYumi; Kaczor Dodgers; Loonatics Unleashed; Megas XLR; Mistrzowie Kaijudo; Mój partner z sali gimnastycznej jest małpą; Mucha Lucha; Nieustraszeni Bracia Adrenalini; Podwójne życie Jagody Lee; Skatoony; Wiewiórek; X-Men: Ewolucja; Zło w Potrawce; Ben 10; Młodzi Tytani; Xiaolin – pojedynek mistrzów. |
| 2009                            | Premiery kreskówek: Pokémon Battle Frontier; Kudłaty i Scoboy Doo na tropie; Johnny Test; Klasa 3000; George prosto z drzewa; Chowder; Skunks Fu!; Chop Socky Chooks: Kung Fu Kurczaki; Wyspa Totalnej Porażki; Bakugan: Młodzi wojownicy; Gwiezdne wojny: Wojny klonów (2008); Niezwykłe przypadki Flapjacka; Ben 10: Obca potęga; Tajemniczy Sobotowie; Kacper: Szkoła postrachu; Plan Totalnej Porażki; Edek Debeściak. Premiery seriali fabularnych: Szpiegowska Rodzinka; Najnowsze wydanie; Przygody Sary Jane; S.A.W. Szkolna Agencja Wywiadowcza. |
| 2010                            | Premiery kreskówek: Garfield; Bakugan: Nowa Vestroia; Batman: Odważni i bezwzględni; Adventure time witch Finn and Jake; Generator Rex; Scooby Doo! Mystery Incorporated; Ben 10: Ulitamate Alien; Totalna Porażka w trasie. Od 1 lipca ramówka stacji ulega gwałtownej i całkowitej zmianie. Planowane było wprowadzanie do ramówki nowych seriali i odcinków jednak z powodu niskiej oglądalności kanał został usunięty z dniem 1 października. Możliwe jest jednak wznowienie emisji kanału wraz z nową oprawą graficzną i logiem stacji. Również od 1 października kanał TCM2 wprowadzony został na wersję 24-godzinną. |

## Programy emitowane za czasów CN TOO
Na podstawie.
| Dawniej w emisji: - 13 demonów Scooby Doo - Pora na przygodę! - Animal Stories - Atomowa Betty - Atomówki - Atomrówek - Augie Piesek i pies Tata - Bakugan: Młodzi wojownicy - Bakugan: Nowa Vestroia - B-Daman - Baranek Shaun - Batman - Batman: Odważni i bezwzględni - Batman Przyszłości - Ben 10 - Ben 10: Obca potęga - Ben 10: Ultimate Alien - Bleach - Bliźniaki Cramp - Chojrak – tchórzliwy pies - Chop Socky Chooks: Kung Fu Kurczaki - Chowder - Co gryzie Jimmy’ego? - Co nowego u Scooby’ego? - Co za kreskówka! - Cubix - Da Boom Crew - Dastardly i Muttley - Dink, mały dinozaur - Dom dla Zmyślonych Przyjaciół pani Foster - Droopy, superdetektyw - Droopy i Dripple - Dwa głupie psy - Dzielna Mysz - Ed, Edd i Eddy - Edek Debeściak - Fantastyczna Czwórka - Flintstonowie - Garfield - Generator Rex - George prosto z drzewa - Goryl Magilla - Gwiezdne Wojny: Wojny Klonów - Harcerz Lazlo - Hi Hi Puffy AmiYumi - Hong Kong Phooey - Hrabia Kaczula - Jabberjaw - Jam Łasica - Jaskiniątka - Jetsonowie - Johnny Bravo - Johnny Test - Josie i Kociaki - Kacper: Szkoła postrachu - Kaczor Dodgers - Kapitan Grotman i Aniołkolatki - Klasa 3000 - Kocia ferajna - Krowa i Kurczak - Kryptonim: Klan na drzewie - Krypto superpies - Kudłaty i Scooby Doo na tropie - Laboratorium Dextera - Legion of Super Heroes - Lew Lippy - Liga Sprawiedliwych - Loonatics Unleashed - Looney Tunes: Maluchy w pieluchach - Maska - Megas XLR - Meteor and the Mighty Monster Trucks - Mike, Lu i Og - Mistrzowie Kaijudo - Miś Yogi - Młodzi Tytani - Mój partner z sali gimnastycznej jest małpą - Mroczne przygody Billy’ego i Mandy - Mucha Lucha - Najnowsze wydanie - Nieustraszeni Bracia Adrenalini - Niezwykłe przypadki Flapjacka - Nowy Scooby Doo - Nowy Scooby i Scrappy Doo - Odlotowe wyścigi - Owca w Wielkim Mieście - Perypetie Penelopy Pitstop - Pies Huckleberry - Plan Totalnej Porażki - Podwójne życie Jagody Lee - Popeye - Mały pingwinek Popolo - Pomocy! To banda Kudłacza - Pokémon Advanced Battle - Pokémon Battle Frontier - Przygody Animków - Przygody Sary Jane - Roobarb And Custard Too - Robotboy - Rodzina Addamsów - Samuraj Jack - S.A.W. Szkolna Agencja Wywiadowcza - Sąsiedzi - Scooby Doo - Scooby Doo, gdzie jesteś? - Scooby Doo i Brygada Detektywów - Scooby i Scrappy Doo - Skatoony - Skunks Fu - Storm Hawks - Strażackie opowieści - Strażnicy czasu - Szczeniak zwany Scooby Doo - Szczenięce lata Toma i Jerry’ego - Szopy pracze - Szpiegowska rodzinka - Tajemniczy Sobotowie - Taz-Mania - Tom i Jerry - Totalna Porażka w trasie - Wally Gator - Wampirzyca Mona - Wiewiórek - Wyspa totalnej porażki - X-Men: Ewolucja - Xiaolin – pojedynek mistrzów - Yogi, łowca skarbów - Zło w Potrawce - Zwariowane melodie |